# Thông Đà Lạt
Thông Đà Lạt hay còn gọi là thông năm lá (danh pháp hai phần: Pinus dalatensis) là một loài thực vật đặc hữu của Việt Nam thuộc chi Thông (danh pháp khoa học: Pinus), họ Thông (Pinaceae). Nó phân bố nhiều ở vùng Lâm Đồng, đặc biệt là Đà Lạt.

## Mô tả
Cây gỗ to, có tán hình nón thưa, thường xanh, cao đến hơn 30m và đường kính thân 0,6 - 0,8m. Ở cây non, vỏ thân nứt dọc nhưng ở cây già, vỏ bong từng mảng. Các cành ngắn mọc thành cụm trên đầu cành. Mỗi cành ngắn mang 5 lá ở đỉnh, hình kim, dài 6 – 11 cm, rộng 0,6 - 0,7mm, mặt cắt mang hình tam giác đều, cạnh có răng cưa nhỏ, hai mặt bên, mỗi mặt mang 2 - 5 hàng lỗ khí. 
Nón đơn tính, cùng gốc; nón cái thành thục hình trụ, dài 5,5 – 10 cm, đường kính 2,5 – 4 cm; gồm 25 - 50 vảy dài 2,5 cm, rộng 1,5 - 2,5 cm, mái vảy ở tận cùng. Khi chín vảy màu xám đen. Hạt hình trứng, màu nâu, dài 0,8 – 1 cm, đường kính 0,4 - 0,5 cm, mang cánh dài 1,5 cm ở phía trên đĩnh.

## Đặc điểm sinh học
Hạt chín vào tháng 2-3. Chưa thấy tái sinh bằng hạt ở núi Ngọc Linh, cũng như ở các nơi khác, sinh trưởng chậm.

## Nơi sống và sinh thái
Mọc trong rừng rậm nhiệt đới thường xanh mưa mùa ẩm, trên núi trung bình, ở độ cao 1500–2000 m, cùng với một số loài lá kim và lá rộng khác như Pơ mu (Fokienia hodginsii), Tô hạp đá vôi (Keteleeria davidiana), Hoàng đàn giả (Dacrydium pierrei), Chắp tay (Symingtonia populnea) và một số loài khác thuộc họ Long não (Lauraceae) và Thích (Aceraceae). Trên đất vàng alít hay đất xám đen, tần mỏng phong hóa từ đá granít hay đá cát.

## Phân bố
Loài đặc hữu của Việt nam. Gặp từ Thừa thiên Huế (Phú Lộc: Thừa Lưu) đến Tây Nguyên: Kontum (Dác Glây: núi Ngọc Linh và dãy núi Top Rec, Ngọc Áng), Dắc Lắc (Krông Bông: núi Chư Yang Sin), Lâm Đồng (Lạc Dương: xã Lát, thác Uyên Ương, Langbiang, Đà Lạt: Trại Mát).

## Giá trị
Nguồn gen hiếm, loài cho gỗ. Nói chung các loài thông đều có thể sử dụng trong công nghiệp sản xuất bột giấy.

## Tình trạng
Loài hiếm. Có thể bị đe dọa tuyệt chủng do bị thu hẹp môi trường sống và chưa thấy tái sinh. Mức độ đe doạ: Bậc R.

## Biện pháp bảo vệ
Bảo vệ nguyên vẹn trong 2 khu rừng cấm Chư Yang Sinh, Ngọc Linh và 4 cây còn lại ở thác Uyên Ương Đà Lạt để thu hạt, nhân giống. Cần gấp rút đưa vào trồng.

## Phân loài
IPNI còn liệt kê Pinus dalatensis (Ferre) phân loài procera R.Businský với khu vực phân bổ là các tỉnh Gia Lai, Kon Tum, khu vực núi Ngọc Linh, Dak Glei, sườn tây bắc đỉnh Ngok Niay, tọa độ 15°02′ vĩ bắc, 107°49′ kinh đông, độ cao 1.920 m.

## Hình ảnh

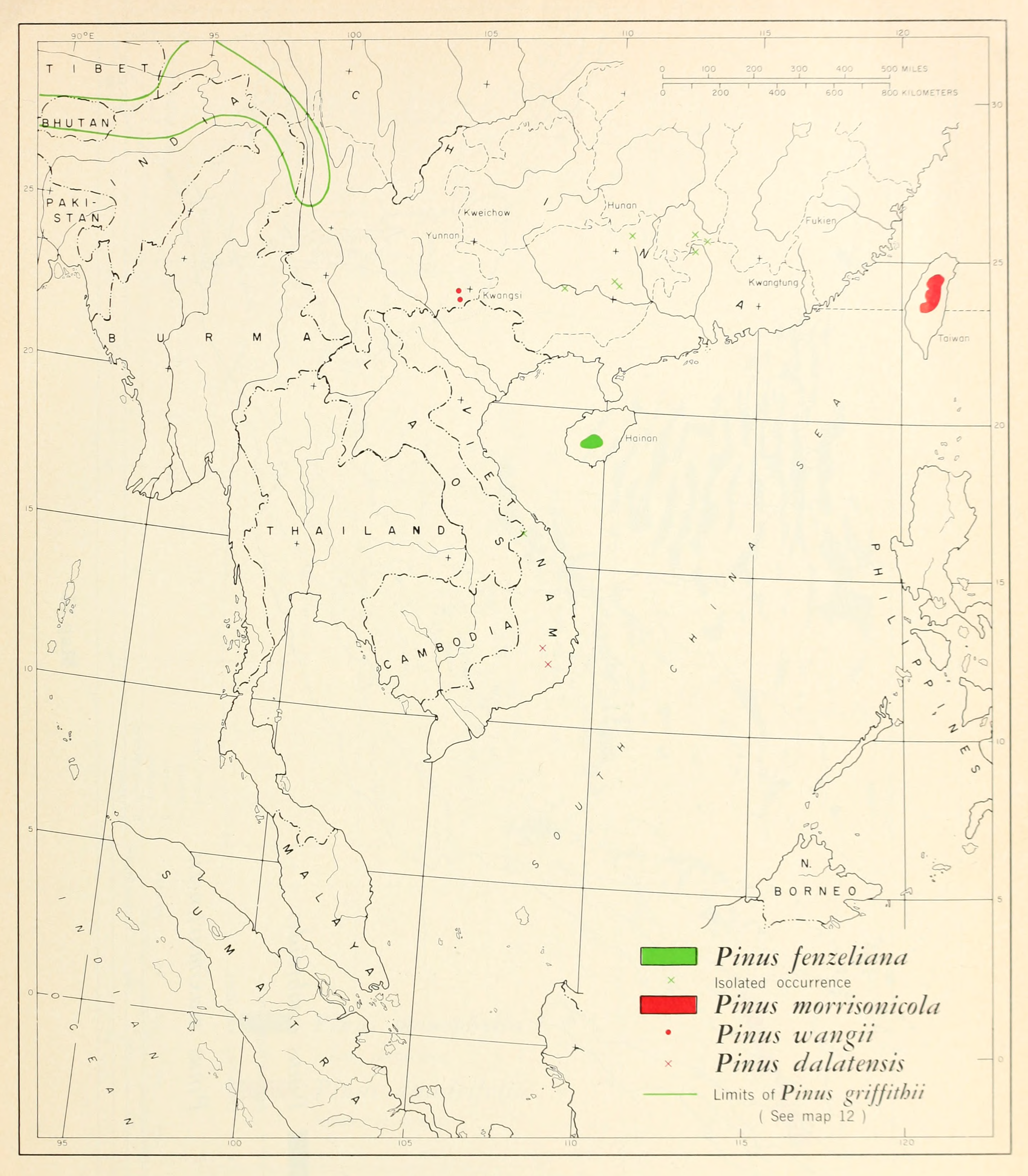